# De Bruuk
Das Fauna-Flora-Habitat-Gebiet De Bruuk liegt in der niederländischen Provinz Overijssel. Das 99 Hektar große Schutzgebiet gehört zum europäischen Schutzgebietsnetz Natura 2000. Es umfasst einen Abschnitt des Flusses De Leigraaf und die angrenzenden Aueflächen. Es wird von feuchtem Grünland dominiert, das sich mit Feuchtgebüschen und Auwaldbeständen abwechselt. Zu den bedeutendsten Lebensräumen im Gebiet zählen die Pfeifengras-Streuwiesen. Es liegt nahe der deutsch-niederländischen Grenze auf dem Gebiet der Gemeinde Berg en Dal zwischen den Ortsteilen Breedeweg und De Horst.
Das Gebiet wurde im Jahr 2002 als FFH-Gebiet vorgeschlagen. 2004 erfolgte die Bestätigung als Gebiet gemeinschaftlicher Bedeutung (SCI) und 2013 die Ausweisung als Besonderes Erhaltungsgebiet (SAC).

## Schutzzweck

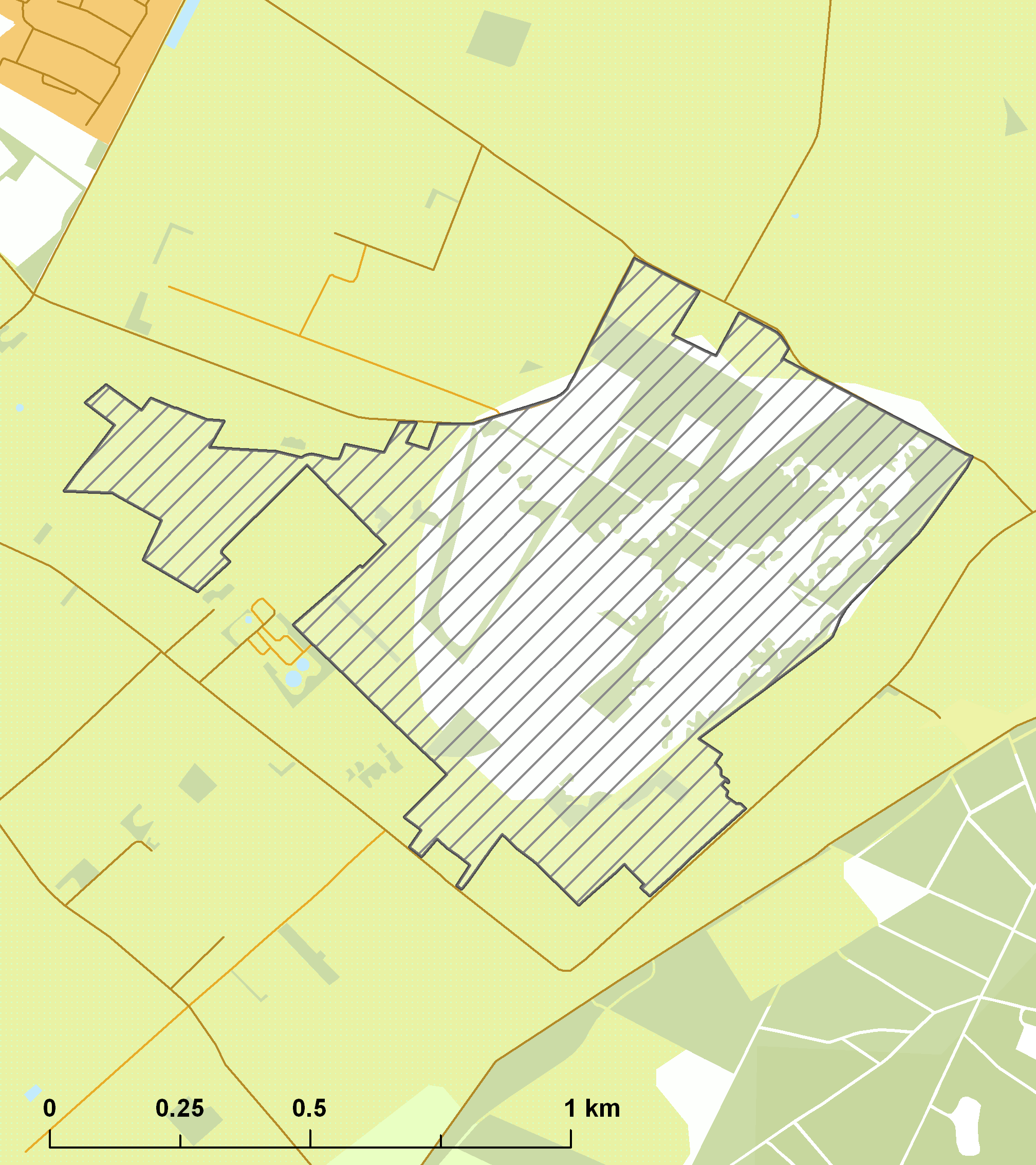
Karte des Schutzgebiets (schraffiert)

### Lebensraumtypen
Folgende Lebensraumtypen nach Anhang I der FFH-Richtlinie kommen im Gebiet vor; prioritäre Lebensraumtypen sind mit * gekennzeichnet:
| EU Code | * | Lebensraumtyp (offizielle Bezeichnung)                                                               | Fläche (ha) |
| ------- | - | --- | ----------- |
| 6230    | * | Artenreiche montane Borstgrasrasen (und submontan auf dem europäischen Festland) auf Silikatböden    | 0,01        |
| 6410    |   | Pfeifengraswiesen auf kalkreichem Boden, torfigen und tonig-schluffigen Böden (Molinion caeruleae)   | 11,6        |
| 6430    |   | Feuchte Hochstaudenfluren der planaren und montanen bis alpinen Stufe                                | 0,08        |
| 7140    |   | Übergangs- und Schwingrasenmoore                                                                     | 0,86        |
| 7230    |   | Kalkreiche Niedermoore                                                                               | 0,07        |
| 91E0    | * | Auen-Wälder mit Alnus glutinosa und Fraxinus excelsior (Alno-Padion, Alnion incanae, Salicion albae) | 0,65        |